# Ferry Tales
Ferry Tales é um filme-documentário estadunidense de 2003 dirigido e escrito por Katja Esson, que analisa diálogos entre mulheres na Balsa de Staten Island. Foi indicado ao Oscar de melhor documentário de curta-metragem na edição de 2004.